# Facultad de Ciencias Económicas de la Universidad de Costa Rica
La educación superior pública en Costa Rica está conformada por cuatro universidades estatales, a saber: el Instituto Tecnológico de Costa Rica, la Universidad Nacional de Costa Rica, la Universidad Estatal a Distancia y la Universidad de Costa Rica, adscritas al Consejo Nacional de Rectores (CONARE).
La Universidad de Costa Rica  (UCR), constituye la más grande de las cuatro y la de mayor prestigio en el país. En el capítulo VIII del Estatuto Orgánico se establecen las seis áreas académicas fundamentales: Ciencias Agroalimentarias, Ciencias Básicas, Ciencias de la Salud, Ingeniería,  Ciencias Sociales, Artes y Letras. Asimismo, cada una de estas áreas, se dividen en facultades o escuelas, según las necesidades académicas.
La Facultad de Ciencias Económicas de la Universidad de Costa Rica, inicia sus actividades académicas el 3 de mayo de 1943 y está  comprendida dentro del área de Ciencias Sociales de la UCR, aglutina las Unidades Académicas o Escuelas de Administración Pública (alberga las carreras de Administración Pública y Administración Aduanera y Comercio Exterior), Economía (alberga la carrera de Economía),  Estadística (alberga la carrera de Estadística), y Administración de Negocios (alberga las carreras de Dirección de Empresas y Contaduría Pública). Esta es considerada la Unidad Académica más exitosa de la universidad con el vínculo externo, gracias a su involucramiento en proyectos gubernamentales y empresariales a nivel nacional e internacional.

## ExpoInnova UCR
Entre las actividades académicas llevadas a cabo por la Escuela de Administración de Negocios, emerge Expoinnova UCR la cual se promueve como la feria más grande de negocios desarrollada por la Universidad de Costa Rica  y es inherente a las aportes que desarrollan los estudiantes en el curso Empresariedad e Innovación implícito en el Plan de Estudios para el nivel de cuarto año de la carrera de Dirección de Empresas.
Durante el curso los estudiantes adquieren los conocimientos y las capacidades para ejecutar sus ideas y exponerlas en la feria que se lleva a cabo en la Ciudad Universitaria Rodrigo Facio, Sede Central de la Universidad de Costa Rica.
Expoinnova es una actividad académica que surge en el año 2005 y se implementa al valorar la necesidad de exponer  proyectos innovadores que tienen potencial en el mercado y buscan incentivar el desarrollo de empresas que activen el mercado interno costarricense.
Esta recibe el apoyo de docentes de la Escuela de Negocios, pero además, un grupo de estudiantes tiene la tarea como actividad académica, organizar la feria de inicio a fin, buscando el apoyo de diferentes sectores tanto a lo interno de la institución como a lo externo. 
Inicialmente el alcance de la feria solo incluía a los estudiantes de la Sede Central Rodrigo Facio, sin embargo, debido a su éxito y el apoyo que recibía de organizaciones externas, rápidamente se amplió y se incluyeron las demás Sedes Regionales de la UCR: Sede de Occidente, Sede del Caribe, Sede Guanacaste, Sede Tacares y la Sede del Pacífico, las cuales tienen sus propias competencias y el ganador de cada una de ellas, es quien logra exponer su proyecto en el Campus Universitario Rodrigo Facio.
- ExpoInnova 2013

La Expoinnova se llevó a cabo el 5 de julio de 2013, bajo el lema "Ideas que Trascienden", en la cual se expusieron más de 60 ideas innovadoras innovación en una amplia variedad de proyectos, enfocadas en tecnología, ambiente, industria alimentaria, y cuidado personal.
Para la organización de esta actividad académica, cada grupo participante se prepara entre los meses de marzo y junio con la totalidad de su idea, deben presentar su prototipo o el producto terminado para participar en la feria.
Ese año se definieron tres ganadores, el tercer lugar fue para un proyecto que ofrece miel de abeja con diferentes  sabores, el segundo lugar para una aplicación informática que permite a las personas sordas poder comunicarse con mayor facilidad, y el primer lugar para un grupo de estudiantes que desarrolló la idea de crear galletas a base de larvas de escarabajo.
El equipo ganador de la ExpoInnova 2013, creó su propia empresa ficticia, desarrolló su idea, y fue quien a criterio de los jueces tenía el mejor plan de mercadeo, su idea consistió en propiciar una cultura de consumo de animales no tradicionales o bichos. Para ello produjeron una galleta a base de larvas de escarabajo, que además fuese un fuerte atractivo para el turista que visite Costa Rica.
Según sus creadores, las larvas de escarabajo poseen un 75% de proteínas, superior al encontrado en las carnes, por eso, además de ser un producto diferente, es un alimento rico en nutrientes. Además se han creado diferentes sabores para añadir a estas galletas, entre ellas, coco y chispas de chocolate.
El equipo ganador de Expoinnova, obtiene además la oportunidad de participar en la feria "Yo Emprendedor", la cual se realiza a nivel de país.
- Expoinnova 2014

Con el lema Crear con sentido el 4 de julio de 2014, la Escuela de Administración de Negocios mediante la carrera Dirección de Empresas, llevó a cabo la novena edición de la ExpoInnova 2014 con el desarrollo de proyectos acordes al lema. Se realizaron en cuatro categorías que agruparon las propuestas de los estudiantes en Ambiente y Sociedad,  Estilo de Vida, Tecnología y Alimentación, predominando la tecnología.
En concordancia con el lema, entre los proyectos ganadores expresó Quesada (2014) fue uno de alimentos basados en ensaladas, batidos y otras comidas preparadas con ingredientes naturales que permiten una mejor recuperación posterior a una actividad física intensa. Otro proyecto fue de aerosol a base de altamisa, mentol y agua hidrolizada que se aplica en la frente para aliviar el dolor de cabeza. Además en tecnología, ganó un chip de frecuencia en cada marchamo vehicular para determinar en tiempo real la cantidad de vehículos que transitan por una ruta y el triunfador en el estilo de vida fue una crema exfoliante elaborada con tapa de dulce e ingredientes naturales como linaza, manzanilla y vainilla, que coadyuva a la exfoliación, es hidratante y propicia la cicatrización.

## Generación E
Igualmente, uno de los aportes de la Unidad Académica mediante la carrera Dirección de Empresas, es incentivar a los estudiantes de la cátedra Introducción a la Administración de Negocios su capacidad creadora desde su primer año de ingreso, con la exposición de proyectos innovadores en diversos campos. Entre los criterios que utilizan para evaluar los proyectos son el nivel de innovación, mercado potencial, viabilidad económica, responsabilidad social y perfil emprendedor.
Aunado a los proyectos presentados en Generación E del 2014, estudiantes de la Sede de Guanacaste, obtuvieron el primer lugar con el proyecto Papel Plirio en el que "elaboraron papel con hojas de lechuga de agua, una especie de rápida reproducción que abunda en las orillas de los ríos. También resultaron ganadores en segundo lugar una aplicación para sistemas operativos Android que incorpora la tecnología de realidad aumentada; en tercer lugar se seleccionó un proyecto de una pulsera que utiliza el movimiento del cuerpo para generar energía y que a su vez se puede emplear para cargar dispositivos móviles y en el proyecto de responsalibidad social, se eligió una plataforma que promociona los productos de 100% costarricenses y de calidad"  manifestó Rojas (2014) en la actividad organizada en la Sede Rodrigo Facio de la Universidad de Costa Rica.